# Juan Nieves
Juan Manuel Cruz Nieves (né le 5 janvier 1965 à Santurce, Porto Rico) est un lanceur gaucher de baseball ayant joué en Ligue majeure pour les Brewers de Milwaukee de 1986 à 1988.
Depuis la saison 2021, il est l'instructeur des lanceurs des Tigers de Détroit.

## Carrière

### Joueur
Juan Nieves suit des études secondaires à la Avon Old Farms High School d'Avon (Connecticut) où il enregistre 19 victoires pour 1 défaite et une moyenne de points mérités de 1,95.
Il est récruté comme agent libre amateur le 1er juillet 1983 par les Brewers de Milwaukee puis passe trois saisons en Ligues mineures avant de débuter en Ligue majeure le 10 avril 1986.
Il réussit un match sans point ni coup sûr le 15 avril 1987. Il s'agit d'une première pour un lanceur des Brewers et pour un joueur portoricain en Ligue majeure.
Nieves joue trois saisons comme lanceur partant chez les Brewers puis termine sa carrière de joueur en Ligues mineures de 1989 à 1990.

### Entraîneur
Nieves occupe un poste d'instructeur responsable des lanceurs en Ligues mineures au sein de l'organisation des Yankees de New York de 1992 à 1995 puis des White Sox de Chicago de 1997 à 2007.
En 1999, il tient le rôle de Francisco Delgado dans le film Pour l'amour du jeu de Sam Raimi.
Il devient instructeur chez les White Sox de Chicago fin octobre 2007. Il est leur instructeur dans l'enclos des lanceurs de relève jusqu'en 2012.
Le 7 novembre 2012, il remplace Randy Niemann comme instructeur des lanceurs chez les Red Sox de Boston. À sa première saison avec le club, les Sox remportent la Série mondiale 2013. En 2014, une année où Boston échange entre autres les lanceurs partants Jon Lester et John Lackey, la moyenne de points mérités collective des artilleurs de l'équipe est la 8e plus élevée des majeures.
En prévision de la saison 2015, les Red Sox, qui sont incapables malgré leurs efforts de rapatrier Lester, assemblent une rotation de lanceurs partants composée d'artilleurs généralement moyens mais capables d'abattre beaucoup de travail (Wade Miley et Rick Porcello) et d'autres aux performances imprévisibles (Joe Kelly et Justin Masterson) pour entourer Clay Buchholz, souvent blessé. Après 28 matchs en 2015, Boston n'a gagné que 13 matchs sur 28 et, surtout, affiche une moyenne de points mérités collective de 4,86 qui est la pire de la Ligue américaine et la 2e plus évelée des majeures après celle des Rockies du Colorado. Les releveurs (moyenne de 3,82) font mieux que les partants (moyenne de 5,54) mais Juan Nieves écope lorsqu'il est congédié 7 mai 2015. La décision du club est généralement perçue comme injuste et Nieves est considéré davantage comme bouc émissaire plutôt que réel responsable des insuccès au monticule,. Durant le passage de Nieves à Boston, les Red Sox se sont classés 12e sur 15 clubs de la Ligue américaine pour les points accordés à l'adversaire.

## Statistiques
En saison régulière
| Statistiques de lanceur |           |    |    |    |     |    |    |    |       |     |      |
| Saison                  | Équipe    | G  | GS | CG | SHO | SV | V  | D  | IP    | SO  | ERA  |
| 1986                    | Milwaukee | 35 | 33 | 4  | 3   | 0  | 11 | 12 | 184.2 | 116 | 4,92 |
| 1987                    | Milwaukee | 34 | 33 | 3  | 1   | 0  | 14 | 8  | 195.2 | 163 | 4,88 |
| 1988                    | Milwaukee | 25 | 15 | 1  | 1   | 1  | 7  | 5  | 110.1 | 73  | 4,08 |
| Totaux                  | Totaux    | 94 | 81 | 8  | 5   | 1  | 32 | 25 | 490.2 | 352 | 4,71 |

Note: G = Matches joués ; GS = Matches comme lanceur partant ; CG = Matches complets ; SHO = Blanchissages ; 
V = Victoires ; D = Défaites ; SV = Sauvetages ; IP = Manches lancées ; SO = retraits sur des prises ; ERA = Moyenne de points mérités.